# يان غولدبرغ
يان غولدبرغ هو عالم تعمية وعالم حاسوب كندي، ولد في 31 مارس 1973.